# Camp Walker
Camp Walker é uma base militar dos EUA em Daegu, Coréia do Sul.
Camp Walker foi nomeado em 1951 após o general Walton Walker, comandante do Oitavo Exército que foi morto em um acidente de jipe em dezembro de 1950 durante a Guerra da Coréia. Camp Walker, Camp Henry e Camp George são as três bases militares dos EUA em Daegu, parte da Guarnição Daegu do Exército dos EUA. Camp Walker abrange 94 acres (0,38 km2) e contém habitação familiar militar para cerca de 100 famílias militares e civis. Também em Camp Walker existem Daegu Middle High School, uma escola de DoDEA servindo de 7 a 12 anos; o principal comissário do Exchange e DeCA; o alojamento do exército em Camp Walker ; o Evergreen Golf Course; Kelly Gym e Athletic Field; e vários clubes de Família e Moral, Bem-Estar e Recreação (FMWR).
A estação de metrô mais próxima é o Hyeonchungno do Metro de Daegu, localizado no lado noroeste da base, ao lado do Portão 6.

## História
O acampamento foi originalmente estabelecido como uma base do Exército Imperial Japonês em 1921 durante o período imperial japonês. Um aeródromo foi construído mais tarde na base.

### Guerra da Coréia
Durante a Guerra da Coréia, a Força Aérea dos Estados Unidos designou o aeródromo como K-37 ou Taegu West Air Base. A pista de decolagem foi melhorada para uma instalação de asfalto de 4,335 pés (1.321 m) por 140 pés (43 m).
O Destacamento F do Esquadrão de Resgate do 3º Oeste da USAF que operava Sikorsky H-5 e mais tarde Sikorsky H-19 foi baseado em K-37 de janeiro a junho de 1951. Um H-5 permaneceu em K-37 enquanto o resto da unidade avançava para K-16.
Em 2 de fevereiro de 1951, H-5G # 48-0530 foi baixado em um acidente a 8 km (13 km) a oeste de K-37.

### Postwar
A moradia do Departamento de Defesa foi aberta na base em 1959.
O aeródromo permanece em uso como um heliporto designado H-805.